# Antoine Goethals
Antoine Goethals (Kortrijk, 27 maart 1790 - 29 oktober 1868) was burgemeester van Kortrijk.

## Levensloop
Antoine François Xavier Goethals behoorde tot de Kortrijkse familie Goethals. Hij was een van de zoons van Pierre Goethals (1763-1803) en Marie-Rose Béthune (1757-1825).
Terwijl zijn broers Ferdinand Goethals en Jean Goethals het arrondissement Kortrijk vertegenwoordigden in het Nationaal Congres, nam Antoine Goethals plaatselijk het voortouw. Hij behoorde tot de katholieke groep die sterk de Belgische revolutie ondersteunde. Hij werd tot burgemeester verkozen in 1831 en bleef dit tot in 1836. Hij was hierdoor de eerste burgemeester van de stad sinds de Belgische onafhankelijkheid.
Goethals werd ook voorzitter van de Rechtbank van Koophandel in Kortrijk en agent van de Nationale Bank in deze stad.
Hij was getrouwd met Caroline Van den Broucke en overleed in 1868 in zijn woonhuis, nummer 24 in de Lange Steenstraat.
- International Standard Name Identifier: 0000 0003 9210 7800
- Nederlandse Thesaurus van Auteursnamen: 167004298
- Virtual International Authority File: 286106017